# Čatrnja (Bośnia i Hercegowina)
Čatrnja (cyr. Чатрња) – wieś w Bośni i Hercegowinie, w Republice Serbskiej, w gminie Gradiška. W 2013 roku liczyła 697 mieszkańców.